# Prentiss (Mississippi)
Prentiss település az Amerikai Egyesült Államok Mississippi államában, Jefferson Davis megyében, melynek megyeszékhelye is. Lakosainak száma 976 fő (2020. április 1.).

## Népesség
A település népességének változása:

| 2010 | 1 081 |
| 2020 | 976   |